# Miasto Otok
Miasto Otok (chorw. Grad Otok) – jednostka administracyjna w Chorwacji, w żupanii vukowarsko-srijemskiej. W 2021 roku liczyła 4899 mieszkańców.